# Louis François d'Arbalestier
Louis François Régis d'Arbalestier est un homme politique français né le 29 septembre 1789 à Loriol-sur-Drôme (Drôme) où il meurt le 2 novembre 1872. 

## Biographie
Louis François Régis d'Arbalestier naît le 29 septembre 1789 à Loriol. Il est le fils de François Régis d'Arbalestier de la Gardette et de Clotilde de Hauteville.
Orphelin de père, qui meurt deux mois avant sa naissance lors d'une émeute, il est rapidement confié à ses grands-parents par sa mère, qui se réfugie en Savoie.

### Carrière militaire
Sa première carrière professionnelle est militaire : en 1807, il intègre l'un des bataillons des Vélites, puis devient sous-lieutenant dans le régiment des Carabiniers. Il assiste à plusieurs batailles, dont celle de Wagram, en 1809. Il est blessé au visage à la Moskowa, en 1812, participe aux campagnes de Russie et de Saxe, puis est fait prisonnier à Leipzig. Il est décoré de la Légion d'honneur en 1813. Il ne rentrera en France qu'en 1817, où il obtient un poste d'officier dans la Garde royale. 

### Carrière politique
Maire de Loriol, conseiller général, il est député de la Drôme de 1830 à 1831, siégeant dans la majorité soutenant la Monarchie de Juillet.